# Agrimonia bicknellii
Agrimonia bicknellii là loài thực vật có hoa trong họ Hoa hồng. Loài này được (Kearney) Rydb. mô tả khoa học đầu tiên năm 1913.